# Llista dels parcs nacionals d'Eslovàquia
A Eslovàquia hi ha nou parcs nacionals:
| Nom                               | Nom en eslovac                | Localització     | Fundació           | Superfície km² |
| --------------------------------- | ----------------------------- | ---------------- | ------------------ | -------------- |
| Parc Nacional Veľká Fatra         | Národný park Veľká Fatra      | Veľká Fatra      | 2002 (1 d'abril)   | 403.71         |
| Parc Nacional Malá Fatra          | Národný park Malá Fatra       | Malá Fatra       | 1988 (1 d'abril)   | 226.3          |
| Parc Nacional dels Baixos Tatra   | Národný park Nízke Tatry      | Baixos Tatra     | 1978               | 728            |
| Parc Nacional de Muran            | Národný park Muránska planina | Altiplà de Muran | 1998 (27 de maig)  | 203.18         |
| Parc Nacional dels Pieniny        | Pieninský národný park        | Pieniny          | 1967 (16 de gener) | 37.5           |
| Parc Nacional dels Poloniny       | Národný park Poloniny         | Bukovské vrchy   | 1997 (1 d'octubre) | 298.05         |
| Parc Nacional del Karst Eslovac   | Národný park Slovenský kras   | Karst Eslovac    | 2002 (1 de març)   | 346.11         |
| Parc Nacional del Paradís Eslovac | Národný park Slovenský raj    | Paradís Eslovac  | 1988 (18 de gener) | 197.63         |
| Parc Nacional dels Tatra          | Tatranský národný park        | Tatra            | 1949 (1 de gener)  | 738            |